# Unveiling the Wicked
Unveiling the Wicked – czwarty album studyjny speed metalowego zespołu Exciter wydany w 1986 roku przez wytwórnię Music for Nations.

## Lista utworów
1. „Break Down the Walls” – 6:39
2. „Brainstorm” – 1:32
3. „Die in the Night” – 4:12
4. „(I Hate) School Rules” – 3:57
5. „Shout It Out” – 4:40
6. „Invasion / Waiting in the Dark” – 5:41
7. „Living Evil” – 6:59
8. „Live Fast, Die Young” – 3:54
9. „Mission Destroy” – 5:55

## Twórcy
| Exciter w składzie - Dan Beehler – perkusja, wokal - Brian McPhee – gitara - Allan Johnson – gitara basowa | Personel - Guy Bidmead – producent, inżynier dźwięku - Graham Meek – inżynier dźwięku (asystent) - Mez – projekt okładki - Steve Moss – zdjęcia |